# 最初のフランス公使宿館跡

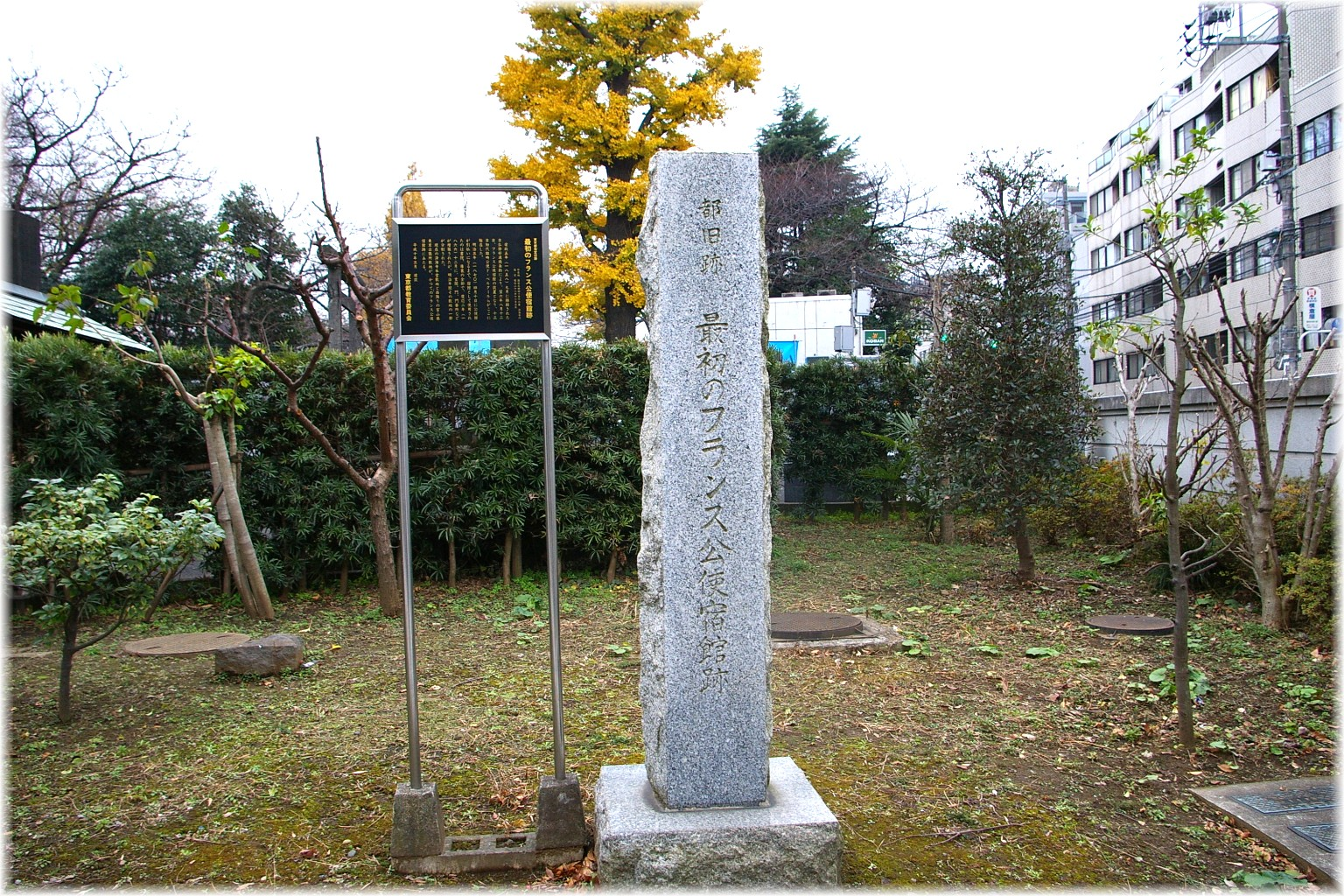

最初のフランス公使宿館跡（さいしょのフランスこうししゅくかんあと）とは、東京都港区三田4丁目（通称「月の岬」）に存在する宿館跡。
宿館跡であったことを記念する石碑が聖坂上の済海寺境内に所在する。

## 由来
1858年10月9日（安政5年旧暦9月3日）に徳川幕府と第二帝政フランスの間で結ばれた日仏修好通商条約にもとづき、1859年（安政6年）8月、フランス公使宿館が同地に設置された。初代公使としてド・ベルクールが駐在した。